# Хауърд Зин
Хауърд Зин (на английски: Howard Zinn) (24 август 1922 г. – 27 януари 2010 г.) е американски историк, драматург и крайно ляв активист. Той е бил председател на факултета по история и социални науки в Spelman College и професор по политология в Бостънския университет. Зин е написал над двадесет книги, включително и най-продаваната и популярна Народна история на Съединените американски щати. През 2007 г. той публикува версия на същата книга за млади читатели, Народна история на Съединените американски щати за млади читатели.
Зин описва себе си като „донякъде анархист, донякъде социалист. Може би демократичен социалист.“ Той пише много за движението за граждански права и антивоенното движение, както и за историята на работническото движение в САЩ. Заглавието на неговата автобиография, Не можеш да бъдеш неутрален в движещ се влак, е използвано и за име на документален филм, посветен на живота и творчеството му. През 2010, на 87 годишна възраст, Зин умира от сърдечен удар.

## Живот и кариера

### Ранен живот
Зин е роден в еврейско имигрантско семейство в Бруклин на 24 август 1922 г. Баща му, Еди Зин, роден в Австро-Унгария, емигрира в САЩ, заедно с брат си Самуел малко преди избухването на Първата световна война. Майка му, Джени (Рабиновиц) Зин, е родена в Иркутск – град в Източен Сибир. Родителите му се запознават, докато работят заедно във фабрика. Баща му издържа семейството, като копае канали и почиства прозорци по времето на Голямата депресия. Родителите му за кратко притежават квартално магазинче за сладкиши, с което едва свързват двата края. Баща му дълги години членува в профсъюза на сервитьорите и работи като сервитьор по сватби и бар мицва.
Когато се запознават и женят и двамата му родители са фабрични работници с недобро образование, и в квартирите, където са отглеждали децата си, е нямало книги или списания. Купуват първите книги на малкия Хауърд, като събират и изпращат купони от десет цента на New York Post за всеки от 20-те тома на събраните произведения на Чарлз Дикенс. Като младеж Зин се запознава с няколко млади комунисти от квартала, в който живее – Бруклин. Веднъж те го канят на политически митинг на Таймс Скуеър. Въпреки че това е мирен протест, конна полиция атакува демонстрантите. Зин е повален и изпада в безсъзнание. Тази случка дълбоко повлиява на неговите политически и социални нагласи.
Зин учи в гимназията „Томас Джеферсън“ (Бруклин) по специална програма, създадена от директора и поет Елиас Либерман. След завършването на гимназията, през 1940 г. започва работа като стажант-механик в Нюйоркската корабостроителница докато е едва осемнадесетгодишен. Заради ниските възнаграждения и опасните условия на труд, Зин заедно с още няколко колеги, основава Асоциацията на стажантите. По това време стажантите не се допускат за синдикални членове и по този начин имат нищожна власт при договаряне на възнагражденията си. Организаторите на асоциацията, които включват и самият Зин, се срещат веднъж седмично извън работата, за да обсъждат стратегията си и да четат книги, които по онова време са смятани за радикални. В сдружението, Зин изпълнява ролята на директор по дейностите. Времето му в тази асоциация оказва огромно влияние върху политическите му възгледи и го прави симпатизант на дейността на профсъюзите.

### Втора световна война
Заради неприязънта си към фашизма Зин се записва като доброволец във военновъздушните сили на САЩ по време на втората световна война и е назначен за пилот на бомбардировач в 490 бомбардировъчна група. Участва в бойни мисии над Берлин, Чехословакия и Унгария. През април 1945, по време на полет над Роаян – морско, курортно градче в югозападна Франция, Зин хвърля бомби с напалм, които предизвикват жертви сред цивилното население. Антивоенните настроения, които по-късно се утвърждават в Зин, са отчасти и заради тези му спомени (въпреки че Роаян е бил разрушен от Британските ВВС няколко дни по-рано).
По време на изследователско проучване във връзка с дисертацията си, девет години по-късно, Зин посещава курорта близо до Бордо, където интервюира жители, преглежда общински документи и чете изрезки от вестници в местната библиотека. През 1966 г. отново се връща в Роаян, след което дава най-подробната информация за събитията, случили се там през 1945 в книгата си „Политиката на историята“. На място Зин научава, че въздушните бомбардировки, в които е участвал, са убили повече от хиляда френски цивилни, и само няколко германски войника, които се криели в близост, за да дочакат края на войната. Тези събития, които са описани навсякъде по негово изследване като „една трагична грешка“, довели до унищожаването на малък, но древен град и неговото „население, което поне беше официално приятел, а не враг“. В „Политиката на историята“ Зин описва как се е стигнало до заповедта за бомбардирането на Роаян – три седмици преди края на войната в Европа – от висши военни, които са били мотивирани повече от желанието си за кариерно развитие, отколкото от постигане на смислени военни цели. Той цитира краткото позоваване в официалната история на военновъздушните сили на американската армия, на атаката на Осма Военновъздушна Армия срещу Роаян, и в същата глава на книгата си я сравнява с описанието на бомбардировките над Пилзен в тогавашна Чехословакия. В официалната история се посочва, че заводите Шкода в Пилзен „получили 500 тона добре насочени експлозиви“ и понеже предупреждение за бомбардировката е било изпратено навреме, „работниците са имали време да избягат, с изключение само на петима души. Американците бяха посрещнати възторжено, когато освободиха града“.

### Образование
След Втората световна война Зин се записва в Нюйоркския университет по програма за ветерани, завършвайки го с бакалавърска степен. През 1952 получава магистърска степен от Колумбийския университет, а през 1958 – докторска степен по История на политическите науки. Темата на дипломната му работа са миньорските стачки в Колорадо през 1914 и тяхното потушаване. Неговата дисертация, със заглавие Лагардия в Конгреса е изследване на живота и кариерата на конгресмена Фиорело Лагардия и представя „духът на двадесетте години“, когато Лагардия се бори за правото на стачка и преразпределението на богатството чрез данъчно облагане. Зин пише, че неговата „Специална законодателна програма“, е удивително близък предшественик на Новия курс. Дисертацията е публикувана от издателството на Университета „Корнел“ по поръчка на Американската историческа асоциация. Лагардия в Конгреса е номинирана от Американската историческа асоциация за Наградата на Бевъридж като най-добра книга на английски език за американската история.

### Научна кариера
Зин е професор по история в Spelman College – Атланта от 1956 до 1963 г. и гостуващ професор в Парижкия университет и Болонския университет. В края на учебната година през 1963 г. Зин е уволнен от колежа заради опасения на президента Алберт Манли (който е и първият афроамерикански президент на Spelman), че радикализира студентите. През 1964 г. той приема позиция в Бостънския университет, след като е написал две книги и е участвал в Движението за граждански права в южните щати. Неговите класове по граждански права са сред най-популярните в университета и са посещавани от около 400 студенти, въпреки че предметът е незадължителен. Зин преподава в университета до 1988 и се пенсионира като Професор по политически науки.
Зин смята, че гледната точка, изразена в учебниците по история, често е едностранчива. Неговият Биограф Мартин Дъберман отбеляза, че когато е бил попитан директно, дали е марксист, Зин отговаря: „Да, аз съм нещо като марксист“. Той е особено повлиян от либертарианската визия на младия Маркс за премахване на отчуждението на труда и не харесва това, което той смята за по-късен догматизъм в Маркс. В по-късния си живот възгледите му повече се доближават до анархизма.
Зин написва Народната история на САЩ, за да покаже други гледни точки върху американската история. Книгата представя борбите на индианците срещу европейската и американската колонизация, на робите срещу робството, на синдикалистите и други работници срещу корпорациите, на жените срещу патриархата, и на афроамериканците за граждански свободи. През 1981 г. книгата е номинирана за наградата National Book Award.